# Bronisław Zelek
Bronisław Zelek (ur. 27 września 1935 w Nastasowie, zm. 28 lutego 2018) – polski grafik, plakacista i projektant krojów typograficznych.

## Życiorys
Studiował w Akademii Sztuk Pięknych w Warszawie (początkowo na Wydziale Rzeźby, potem na Wydziale Grafiki), na której w 1961 obronił dyplom w pracowni profesora Henryka Tomaszewskiego. W latach 1961–1971 był wykładowcą tej uczelni i działał w środowisku polskiej szkoły plakatu.
W 1967 otrzymał Nagrodę im. Tadeusza Trepkowskiego za najlepszy plakat roku. Jako uczestnik warszawskiego Biennale Plakatu zadebiutował w 1968 plakatem Ptaki (1965) do filmu Alfreda Hitchcocka o tym samym tytule.
W latach 60. i 70. stworzył wiele prac, które uznano za najlepsze w jego twórczości (m.in. Głód do filmu Henninga Carlsena o tym samym tytule). W 1971 wyjechał do Austrii i osiadł w Wiedniu.

## Twórczość

### Plakat
Podstawą kompozycji i ekspresji w jego plakatach były litery. Specjalizował się w kompilacji obrazu z typografią. Zajmował się głównie projektowaniem plakatów na potrzeby filmu, tworzył także dla Polskiej Federacji Jazzowej. Był autorem uznawanego za jeden z najlepszych plakatów chopinowskich na „VIII Międzynarodowy Konkurs Pianistyczny im. Fryderyka Chopina”. Jego znane plakaty to: Dni Filmu Polskiego (1964), Pierwszy krzyk (1965), Noc poślubna w deszczu (1968), Wielka miłość (1970), Chłodnym okiem (1972) i Che (1973).
W 2012 miała miejsce pierwsza od czterdziestu lat w Polsce wystawa jego plakatów i malarstwa „Litera Obraz”. Została zorganizowana  w warszawskiej Galerii Grafiki i Plakatu.

### Kroje typograficzne
Był autorem kilku krojów typograficznych, które projektował w latach 70. i 80. dla francuskiego przedsiębiorstwa poligraficznego Mecanorma: New Zelek, Zelek Boldline, Zelek Sheadline, Zelek Black (tzw. „zelki”). Wykończenia liter kroju New Zelek zaprojektowane są pod kątem 45 stopni (początkowo krój ten nazywano „Liczbą 45”).
New Zelek należy do najbardziej znanych na świecie krojów Zelka w erze przedcyfrowej. Było to pierwsze polskie pismo zawierające, oprócz liter łacińskich, także znaki z innego alfabetu – (cyrylicy). Miało też kilka wersji rosyjskich i angielskich (ostatnia w 2009 autorstwa Brytyjczyka Simona Griffina).
O początkach swojej przygody z liternictwem napisał: Byłem kiedyś przeziębiony. Przyszła mnie odwiedzić moja dziewczyna i wypełniła kilka kształtów, które wcześniej narysowałem. Wysłałem to na konkurs do Paryża i zdobyłem pierwszą nagrodę.
Krój New Zelek został wykorzystany m.in. w logotypie Wien Energie, kopalni „Halemba” w Rudzie Śląskiej oraz londyńskiego duetu houseowego Basement Jaxx. Ponadto New Zelek Pro został użyty na okładce projektu muzycznego Taconafide.